# Franz Chloupek
Franz Chloupek, parfois orthographié Franz Schlupek (1914-1988) est un footballeur autrichien, évoluant au poste d'attaquant.
Il est souvent confondu avec son frère Josef Chloupek, lui aussi footballeur, qui évolue à l'Olympique de Marseille lors de la saison 1934-1935.

## Carrière
Franz Chloupek débute au Floridsdorfer AC, comme son frère, comme attaquant. Il marque de nombreux buts, et début 1935, il est transféré à l'Austria Vienne où il évolue pendant six mois.
Certaines sources indiquent qu'il porte la tunique du Red Star (lors de la saison 1934-1935 ?), mais il semblerait que ce soit le RC Strasbourg qu'il rejoint à l'été 1935 et avec lequel il participe à douze matchs de championnat en 1935-1936.
Il est ensuite recruté par le Stade Malherbe caennais, où il joue deux saisons (entre 1936 et 1938) en Division 2. À la suite de l'arrêt de la section professionnelle du club normand, il rejoint le Stade de Reims, toujours en deuxième division, avant de terminer sa carrière française à Brive.